# Hélette
Hélette est une commune française, située dans le département des Pyrénées-Atlantiques en région Nouvelle-Aquitaine.
Le gentilé est Heletar,.

## Géographie

### Localisation
La commune d'Hélette se trouve dans le département des Pyrénées-Atlantiques, en région Nouvelle-Aquitaine.
Elle se situe à 120 km par la route de Pau, préfecture du département, à 38 km de Bayonne, sous-préfecture, et à 23 km de Saint-Palais, bureau centralisateur du canton du Pays de Bidache, Amikuze et Ostibarre dont dépend la commune depuis 2015 pour les élections départementales.
La commune fait en outre partie du bassin de vie de Hasparren.
Les communes les plus proches sont : 
Saint-Esteben (4,4 km), Saint-Martin-d'Arberoue (5,6 km), Mendionde (5,6 km), Irissarry (5,7 km), Armendarits (5,8 km), Iholdy (5,9 km), Macaye (6,6 km), Bonloc (6,9 km).
Sur le plan historique et culturel, Hélette fait partie de la province de la Basse-Navarre, un des sept territoires composant le Pays basque,. La Basse-Navarre en est la province la plus variée en ce qui concerne son patrimoine, mais aussi la plus complexe du fait de son morcellement géographique. Depuis 1999, l'Académie de la langue basque ou Euskalzaindia divise la Basse-Navarre en six zones,. La commune est dans le pays d’Arberoue (Arberoa), au nord-ouest de ce territoire.

### Communes limitrophes
Au sud-ouest, les territoires de Macaye et Ossès sont limitrophes par un quinquepoint.
Les communes limitrophes sont  Armendarits, Ayherre, Iholdy, Irissarry, Macaye, Mendionde, Ossès et Saint-Esteben.
|               | Ayherre   | Saint-Esteben           |
| Mendionde     | Hélette   | Armendarits (sur 100 m) |
| Macaye, Ossès | Irissarry | Iholdy                  |

### Géologie
D’après les analyses du BRGM, le sous-sol d’Hélette montre deux catégories de sous-sol. Au sud-est d’une ligne menant d’Oyhanartéa à Peilloborda, se trouve un lourd argileux, alors qu’au nord-ouest de cette même ligne, le sol est plus léger voire tourbeux. Ces mêmes études montrent que le côté est de la commune est truffé de cavités (dolines). Les eaux souterraines du gouffre qui s’y trouve donnent naissance à l’Arbéroue
La colline dite Moane (ou « du Moine ») est le résultat d’un charriage.

### Paysages et relief
L'accès principal du mont Baïgura se fait à partir de Hélette.
Le Mendikao culmine à 391 mètres. Paul Raymond mentionne l'Iguelherry, montagne qui s’étend sur Hélette et Mendionde.

### Hydrographie

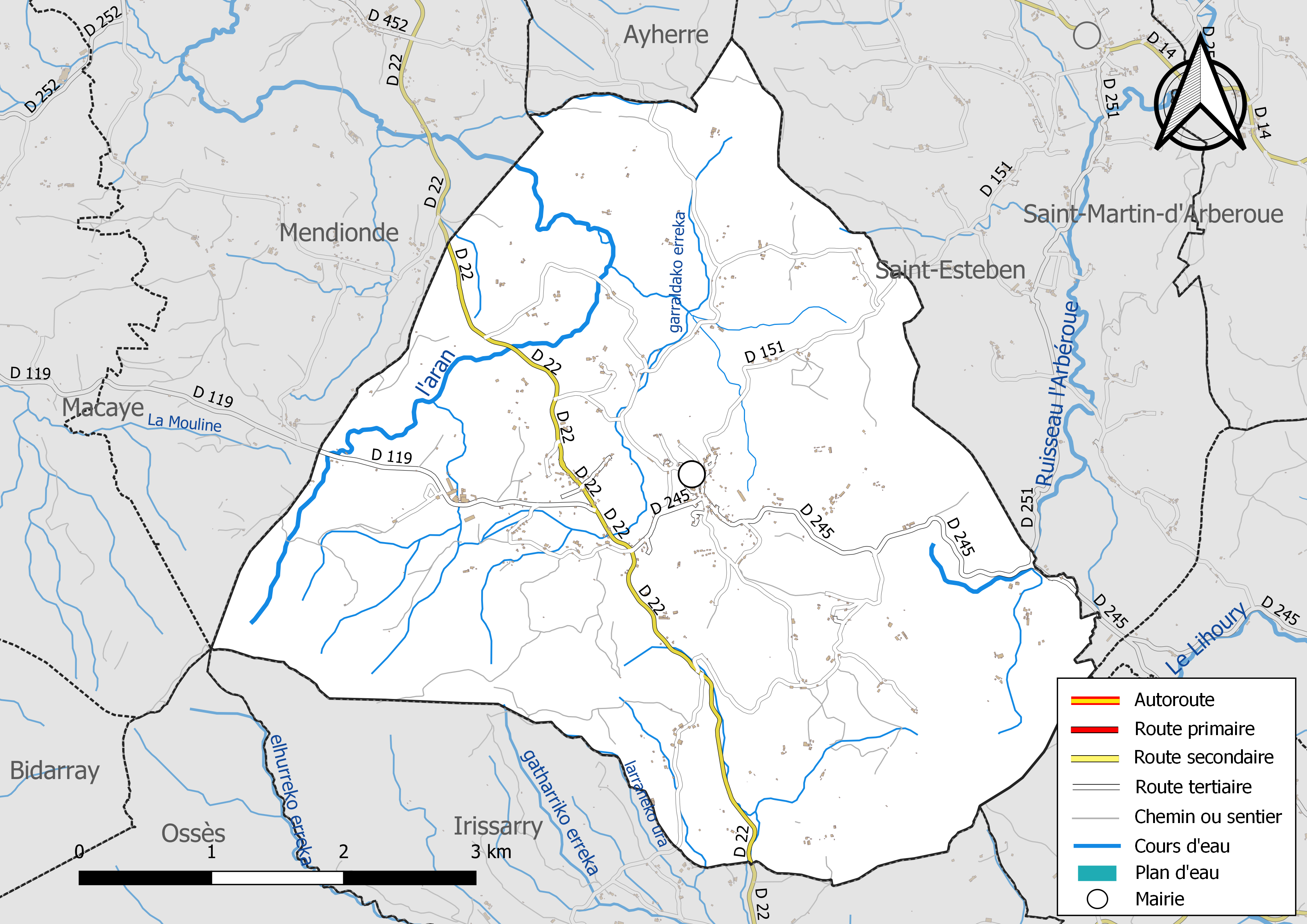
Réseaux hydrographique et routier d'Hélette.

La commune, située dans le bassin versant de l’Adour, est traversée par la Joyeuse, affluent de l'Adour, et par un tributaire de celle-ci, le ruisseau de Garralda, accompagné de son affluent, le Larhanéko ura.
Le ruisseau Arbéroue, affluent du Lihoury, prend sa source sur la commune, tout comme l’Aran.
Enfin, le ruisseau de Gatharry, un affluent du Lakako erreka, qui rejoint plus loin la Nive, passe également sur les terres de Hélette.
Paul Raymond mentionne en 1863, le ruisseau Erraïty, affluent de l’Ancharté.

### Climat
Pour des articles plus généraux, voir Climat de la Nouvelle-Aquitaine et Climat des Pyrénées-Atlantiques.
Historiquement, la commune est exposée à un micro climat océanique basque.  
En 2020, Météo-France publie une typologie des climats de la France métropolitaine dans laquelle la commune est exposée à un climat de montagne et est dans la région climatique Pyrénées atlantiques, caractérisée par une pluviométrie élevée (>1 200 mm/an) en toutes saisons, des hivers très doux (7,5 °C en plaine) et des vents faibles.
Pour la période 1971-2000, la température annuelle moyenne est de 13 °C, avec une amplitude thermique annuelle de 13 °C. Le cumul annuel moyen de précipitations est de 1 419 mm, avec 12,8 jours de précipitations en janvier et 8,9 jours en juillet. Pour la période 1991-2020, la température moyenne annuelle observée sur la station météorologique la plus proche, située sur la commune de Bustince-Iriberry à 15 km à vol d'oiseau, est de 13,9 °C et le cumul annuel moyen de précipitations est de 1 327,4 mm,. Pour l'avenir, les paramètres climatiques de la commune estimés pour 2050 selon différents scénarios d’émission de gaz à effet de serre sont consultables sur un site dédié publié par Météo-France en novembre 2022.

### Milieux naturels et biodiversité

#### Réseau Natura 2000
Le réseau Natura 2000 est un réseau écologique européen de sites naturels d'intérêt écologique élaboré à partir des Directives « Habitats » et « Oiseaux », constitué de zones spéciales de conservation (ZSC) et de zones de protection spéciale (ZPS).
Trois sites Natura 2000 ont été définis sur la commune au titre de la « directive Habitats », : 
- « la Nive », d'une superficie de 9 473 ha, un des rares bassins versants à accueillir l'ensemble des espèces de poissons migrateurs du territoire français, excepté l'Esturgeon européen[25] ;
- le « massif du Baygoura », d'une superficie de 3 297 ha, un massif montagneux à landes et pelouses exploité par le pastoralisme[26] ;
- « la Joyeuse (cours d'eau) », d'une superficie de 1 444 ha, un réseau hydrographique des coteaux basques[27].

#### Zones naturelles d'intérêt écologique, faunistique et floristique
L’inventaire des zones naturelles d'intérêt écologique, faunistique et floristique (ZNIEFF) a pour objectif de réaliser une couverture des zones les plus intéressantes sur le plan écologique, essentiellement dans la perspective d’améliorer la connaissance du patrimoine naturel national et de fournir aux différents décideurs un outil d’aide à la prise en compte de l’environnement dans l’aménagement du territoire.
Une ZNIEFF de type 1 est recensée sur la commune, : 
les « mont Baigura et crête d'Haltzamendi » (616,19 ha), couvrant 6 communes du département et deux ZNIEFF de type 2,, : 
- les « landes de l'Arberoue » (3 685,26 ha), couvrant 5 communes du département[30] ;
- le « massif du Baigura » (4 200,57 ha), couvrant 7 communes du département[31].

#### Le pottok
Le pottok, petit cheval qui court en semi-liberté dans les collines avoisinant la commune, semble avoir hérité d’un caractère entêté, pugnace et robuste. Il était autrefois utilisé pour les travaux des champs. Depuis trois cents ans, tous les 25 novembre, le jour de la Sainte-Catherine, la localité lui consacre une des plus grandes foires du pays. Aujourd'hui, ce rassemblement compte beaucoup de chevaux d'autres races. Alors, pour faire à nouveau faire connaître les qualités de ce poney et éviter que la lignée ne s'éteigne, certains éleveurs refusent les croisements. Afin de séduire les poneys clubs, ils ont même décidé de ne présenter que des pottoks âgés de deux ans et demi, déjà prêts pour le dressage.

## Urbanisme

### Typologie
Au 1er janvier 2024, Hélette est catégorisée commune rurale à habitat dispersé, selon la nouvelle grille communale de densité à sept niveaux définie par l'Insee en 2022.
Elle est située hors unité urbaine. Par ailleurs la commune fait partie de l'aire d'attraction de Bayonne (partie française), dont elle est une commune de la couronne,. Cette aire, qui regroupe 56 communes, est catégorisée dans les aires de 200 000 à moins de 700 000 habitants,.

### Occupation des sols

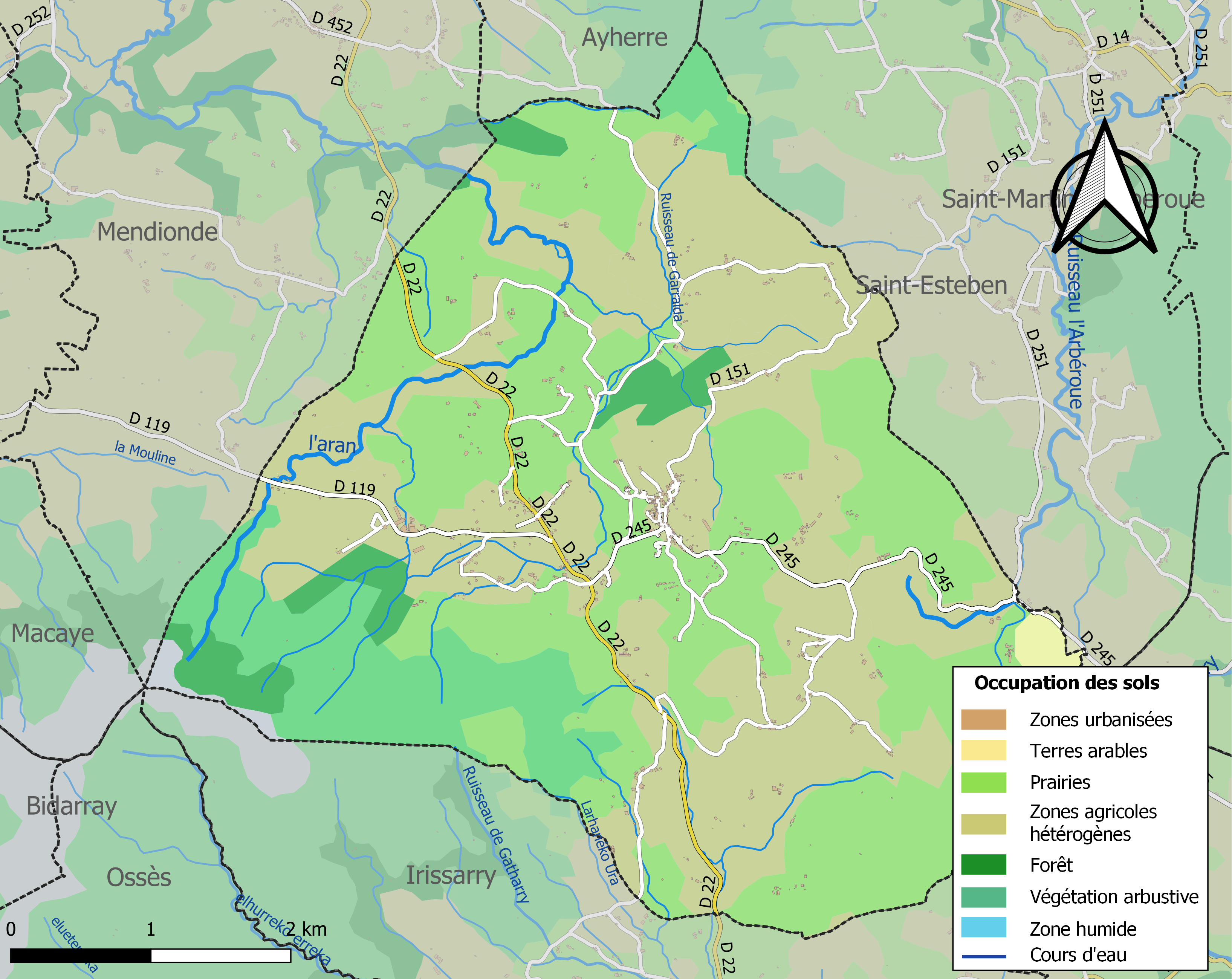
Carte des infrastructures et de l'occupation des sols de la commune en 2018 (CLC).

L'occupation des sols de la commune, telle qu'elle ressort de la base de données européenne d’occupation biophysique des sols Corine Land Cover (CLC), est marquée par l'importance des territoires agricoles (84,5 % en 2018), en augmentation par rapport à 1990 (83 %). La répartition détaillée en 2018 est la suivante : 
zones agricoles hétérogènes (42 %), prairies (41,6 %), milieux à végétation arbustive et/ou herbacée (10,9 %), forêts (4,1 %), terres arables (0,9 %), espaces ouverts, sans ou avec peu de végétation (0,6 %). L'évolution de l’occupation des sols de la commune et de ses infrastructures peut être observée sur les différentes représentations cartographiques du territoire : la carte de Cassini (XVIIIe siècle), la carte d'état-major (1820-1866) et les cartes ou photos aériennes de l'IGN pour la période actuelle (1950 à aujourd'hui).

### Morphologie urbaine
Contrairement à de nombreux villages basques, Hélette ne présente pas le triptyque église-fronton-place, l’église se trouvant initialement à l’écart du bourg. Cette situation semble résulter de la position du village sur l’antique voie romaine, entre Bayonne et Pampelune, sur la portion menant de Mendionde à Saint-Jean-Pied-de-Port, qui devint une voie secondaire du chemin de Compostelle, reliant Bayonne à Saint-Michel et Saint-Jean-Pied-de-Port. L’église, elle, fut construite au Moyen Âge, près de la maison forte qui gardait le pont de Garatzubieta, adossée à la colline d’Espila.

### Lieux-dits et hameaux
Sept quartiers composent la commune de Hélette :
- Igelherri ;
- Hosgaitzela ;
- Garreta et Habiaga ;
- Zuharitz ;
- Xistela ;
- Baigura ;
- la Place.

Quelques lieudits d'après les cartes IGN :
- Acheritbeherea[12]
- Acheritogaraya[12]
- Aïntchartéa[12],[14]
- Aïntziburua[12]
- Aïramendia[12]
- Akabotea[12]
- Amezpila[12]
- Apeztéguia[12]
- Biamontia[12]
- Bidegaraya[12]
- Bizcaya[12]
- Bordagaraya[12]
- Carricartéa[12]
- Chapelle Saint-Vincent[12],[14]
- Chilharrenea[12]
- Chipitea[12]
- Chistella[12]
- Chuhiénéa[12]
- Churitéguia[12]
- Curutchéta[12]
- Curutzaldéa[12]
- Elhorria[12]
- Elizagaraya[12]
- Erraya[12]
- Errépata[12]
- Etchartéa[12]
- Etchébarnéa[12]
- Etchéberria[12]
- Etchégaraya[12]
- Etchégoyen[12]
- Ethostéguia[12]
- Eyhéra[12]
- Eyhéraldea[12]
- Garatéa[12]
- Garreta[12],[14]
- Gaztelua[12]
- Harguindéguia[12]
- Harizmendia[12]
- Harreguia[12]
- Harretchéa[12]
- Héguia[12]
- Heguiabeherea[12]
- Heguiagaraya[12]
- Heraitze[12]
- Ibarnegaraya[12]
- Ichtillar[12]
- Iguzkibelarréa[12]
- Iparréa[12]
- Irania[12]
- Iribarnéa[12]
- Iroldeguia[12]
- Istilaborda[12]
- Ithurraldéa[12]
- Ithurbidéa[12]
- Ithurburua[12]
- Jaurtea[12]
- Lacotéguia[12]
- Landaburua[12]
- Landagaraya[12]
- Larraldéa[12]
- Larrartéa[12]
- Larréa[12]
- Larteberria[12]
- Lartegoinea[12]
- Lartéguia[12]
- Lekerrotéa[12]
- Lékunberria[12]
- Magnaldéa[12]
- Mendiburua[12]
- Mortaldéguia[12]
- Ospitalea[12]
- Oyhanartéa[12]
- Oyhanetchéberria[12]
- Oyanburua[12]
- Parta[12]
- Peilloborda[12]
- Putunénéa[12]
- Sallaberria[12]
- Ucharetta[12]
- Uhaldégaraya[12]
- Uhartéa[12]
- Urbeltzia[12]

### Voies de communication et transports
La commune est accessible par les routes départementales D 22, D 119, D 151 et D 245.

### Risques majeurs
Le territoire de la commune de Hélette est vulnérable à différents aléas naturels : météorologiques (tempête, orage, neige, grand froid, canicule ou sécheresse), inondations, feux de forêts, mouvements de terrains et séisme (sismicité moyenne). Un site publié par le BRGM permet d'évaluer simplement et rapidement les risques d'un bien localisé soit par son adresse soit par le numéro de sa parcelle.
Certaines parties du territoire communal sont susceptibles d’être affectées par le risque d’inondation par une crue torrentielle ou à montée rapide de cours d'eau, notamment l'Arbéroue et l'Aran. La commune a été reconnue en état de catastrophe naturelle au titre des dommages causés par les inondations et coulées de boue survenues en 1982, 1983, 2009 et 2014,.
Hélette est exposée au risque de feu de forêt. En 2020, le premier plan de protection des forêts contre les incendies (PDPFCI) a été adopté pour la période 2020-2030. La réglementation des usages du feu à l’air libre et les obligations légales de débroussaillement dans le département des Pyrénées-Atlantiques font l'objet d'une consultation de public ouverte du 16 septembre au 7 octobre 2022,.
Les mouvements de terrains susceptibles de se produire sur la commune sont des affaissements et effondrements liés aux cavités souterraines (hors mines). Afin de mieux appréhender le risque d’affaissement de terrain, un inventaire national permet de localiser les éventuelles cavités souterraines sur la commune.

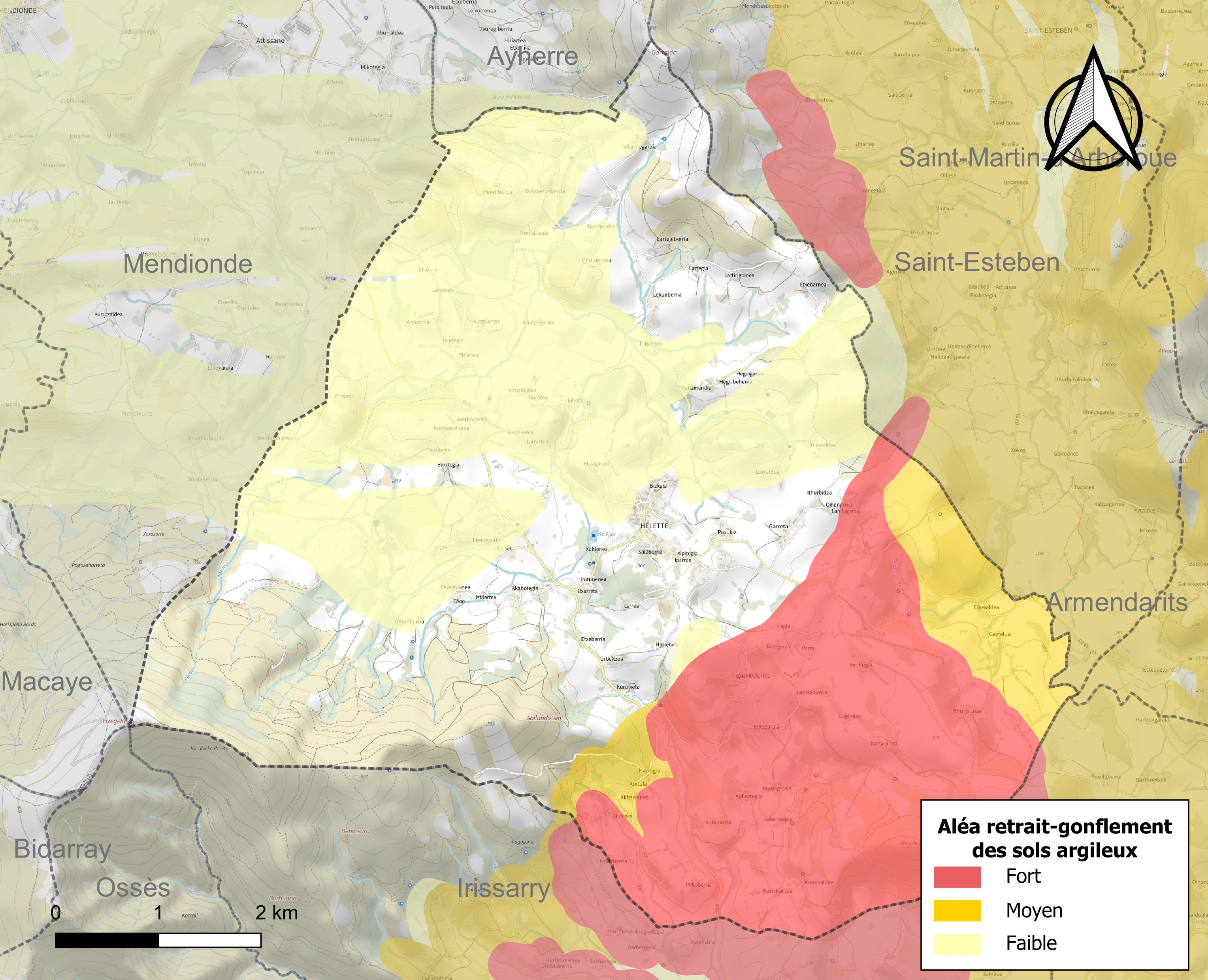
Carte des zones d'aléa retrait-gonflement des sols argileux de Hélette.

Le retrait-gonflement des sols argileux est susceptible d'engendrer des dommages importants aux bâtiments en cas d’alternance de périodes de sécheresse et de pluie. 30,2 % de la superficie communale est en aléa moyen ou fort (59 % au niveau départemental et 48,5 % au niveau national). Depuis le 1er octobre 2020, en application de la loi ELAN, différentes contraintes s'imposent aux vendeurs, maîtres d'ouvrages ou constructeurs de biens situés dans une zone classée en aléa moyen ou fort,.

## Toponymie

### Attestations anciennes
Le toponyme Hélette apparaît sous les formes
helieta (1249),
heleta (1249 et 1280),
Helete (1302, chapitre de Bayonne),
elete (1350),
helete (1366 et 1413),
Eleta (1513, titres de Pampelune) et
Beata Maria de Helette (1757, collations du diocèse de Bayonne).

### Étymologie
Ce toponyme désignerait selon Jean-Baptiste Orpustan « le lieu des troupeaux », du basque el(h)i, « troupeau » et eta, « lieu ».

### Autres toponymes
Aguerre est un ancien fief vassal du royaume de Navarre.
Antxarteta est un hameau noté Ainciarthéta par le dictionnaire topographique Béarn-Pays basque de 1863, peut-être l'Aïntchartéa actuel.
La chapelle Saint-Vincent est mentionnée dans le cartulaire de Bayonne au XIIe siècle (Sanctus-Vincentius).
Le toponyme Garreta apparaît sous la forme Garréta (1863, dictionnaire topographique Béarn-Pays basque).

### Graphie basque
Son nom basque actuel est Heleta.

## Histoire
Deux documents datant de 1355 et 1356 mentionnent les dix-sept maisons d’Hélette. On y trouve trois maisons nobles, ou infançonnes (Aguerria, Garra - Garragaztelu et Santamaria), les autres appartenant à des « laboureurs libres » (Aintziatia, Aintziburia, Amezpila, Baraxartia, Bidartia - aujourd’hui disparue  - Bizkaya, Borteiria, Egue - peut-être les actuelles Heguaberria ou Heguagaraia -  errekartia, Etxeberria, Garratea, Irigoienia et Larretegia).

## Héraldique
| Blason | Blasonnement : De sable à deux lions rampants d'argent rangés en fasce. |

## Politique et administration
| Période                                  | Période  | Identité               | Étiquette | Qualité |
| ---------------------------------------- | -------- | ---------------------- | --------- | ------- |
|                                          | 1792     | Arnaud Daguerre        |           |         |
| 1792                                     | 1809     | Jean Inçaurgarat       |           |         |
| 1809                                     | 1809     | Pierre Sainte-Marie    |           |         |
| 1809                                     | 1813     | Bernard Daguerre       |           |         |
| 1813                                     | 1815     | Jean-Pierre Durrels    |           |         |
| 1815                                     | 1817     | Pierre Larre           |           |         |
| 1817                                     | 1825     | Pierre Durrels         |           |         |
| 1825                                     | 1828     | Jean-Baptiste Fagalde  |           |         |
| 1828                                     | 1848     | Jean Inçaurgarat       |           |         |
| 1848                                     | 1859     | Minjonnet              |           |         |
| 1859                                     | 1860     | Jacques Garra          |           |         |
| 1860                                     | 1869     | Alphonse Durrels       |           |         |
| 1869                                     | 1871     | Franchisteguy          |           |         |
| 1871                                     | 1884     | Acheritogaray          |           |         |
| 1884                                     | 1886     | Durrels                |           |         |
| 1886                                     | 1904     | Jean-Pierre Minjonnet  |           |         |
| 1904                                     | 1919     | Louis Franchisteguy    |           |         |
| 1919                                     | 1946     | Pierre Sallaberry      |           |         |
| 1946                                     | 1947     | Michel Minjonnet       |           |         |
| 1947                                     | 1977     | Louis Ainciboure       |           |         |
| 1977                                     | 2008     | Marie-Andrée Arbelbide | REG       |         |
| 2008                                     | En cours | Philippe Etchepare     |           |         |
| Les données manquantes sont à compléter. |          |                        |           |         |

### Intercommunalité
Hélette appartient à quatre structures intercommunales :
- la communauté d'agglomération du Pays Basque ;
- le SIVU Baigura ;
- le syndicat d’énergie des Pyrénées-Atlantiques ;
- le syndicat intercommunal pour l'aménagement et la gestion de l'abattoir de Saint-Jean-Pied-de-Port.

## Population et société

### Démographie
L'évolution du nombre d'habitants est connue à travers les recensements de la population effectués dans la commune depuis 1793. Pour les communes de moins de 10 000 habitants, une enquête de recensement portant sur toute la population est réalisée tous les cinq ans, les populations de référence des années intermédiaires étant quant à elles estimées par interpolation ou extrapolation. Pour la commune, le premier recensement exhaustif entrant dans le cadre du nouveau dispositif a été réalisé en 2005.

En 2022, la commune comptait 751 habitants, en évolution de +4,74 % par rapport à 2016 (Pyrénées-Atlantiques : +3,78 %, France hors Mayotte : +2,11 %).
| 1793  | 1800  | 1806  | 1821  | 1831  | 1836  | 1841  | 1846  | 1851  |
| ----- | ----- | ----- | ----- | ----- | ----- | ----- | ----- | ----- |
| 1 103 | 1 061 | 1 125 | 1 115 | 1 182 | 1 283 | 1 222 | 1 260 | 1 290 |

| 1856  | 1861  | 1866  | 1872  | 1876  | 1881  | 1886  | 1891  | 1896 |
| ----- | ----- | ----- | ----- | ----- | ----- | ----- | ----- | ---- |
| 1 193 | 1 159 | 1 074 | 1 013 | 1 023 | 1 047 | 1 091 | 1 017 | 983  |

| 1901 | 1906 | 1911 | 1921 | 1926 | 1931 | 1936 | 1946 | 1954 |
| ---- | ---- | ---- | ---- | ---- | ---- | ---- | ---- | ---- |
| 871  | 865  | 870  | 813  | 803  | 769  | 762  | 725  | 684  |

| 1962 | 1968 | 1975 | 1982 | 1990 | 1999 | 2005 | 2006 | 2010 |
| ---- | ---- | ---- | ---- | ---- | ---- | ---- | ---- | ---- |
| 672  | 660  | 624  | 573  | 588  | 619  | 680  | 686  | 703  |

| 2015 | 2020 | 2022 | - | - | - | - | - | - |
| ---- | ---- | ---- | - | - | - | - | - | - |
| 714  | 747  | 751  | - | - | - | - | - | - |

### Enseignement
La commune dispose de deux écoles : l'école élémentaire publique et l'école primaire privée Notre-Dame. L'école élémentaire publique propose un enseignement bilingue français-basque à parité horaire.

## Économie

### UnXVIIIesiècleprospère
La prospérité économique d’Hélette se manifeste au travers de nombreux documents dès le XVIIIe siècle. Dès 1748, le village demande aux États de Navarre l’autorisation d’organiser des marchés et des foires périodiques. Il obtient en 1750, de la cour de Versailles la création de marchés bimensuels et de foires les 16 août et 25 novembre. La foire de la Sainte-Catherine (25 novembre) rassemble des chevaux et des mulets, celle d’août des moutons uniquement. En 1869, l’autorisation de prolonger d'une journée la foire de novembre sera accordée. La foire aux ovins sera remplacée, à partir du 19 mars 1862, par la foire de printemps, consacrée aux chevaux, aux bœufs et aux moutons,.
La création d’une boucherie date de 1751. La prospérité des marchés est telle qu’en 1804, on compte quatre-vingt-sept étals.
Cette prospérité traduit celle du village, portée également par l’explosion de la construction. Les documents notariaux de l’époque, les délibérations communales conservées depuis 1784 et les registres de baptêmes, mariages et décès attestent, pour une population d’un millier d’âmes, de l’établissement à Hélette durant les 100 années de ce siècle d’or de :
- 51 maçons ;
- 46 charpentiers ;
- 43 cordonniers ;
- 40 forgerons ;
- 40 tisserands ;
- 27 couturières ;
- 21 meuniers ;
- 20 commerçants ;
- 17 aubergistes ;
- 17 corroyeurs ;
- 9 bouchers ;
- 9 huiliers ;
- 7 armuriers ;
- 4 quincaillers ;
- 3 muletiers ;
- 3 voituriers ;
- 3 cordiers ;
- 2 chocolatiers[64],[Note 12] et
- 1 argentier

### LesXIXeetXXesiècles, siècles de progrès matériel et de mutations profondes
Dès 1838, puis en 1872 à nouveau (Hélette étant « important par ses foires, ses marchés et industries, telles que la charronnerie, l’espargaterie et la chocolaterie »), le conseil municipal réclame un bureau de poste. L’agence postale ne fut créée qu’en 1946, mais dès 1923, le téléphone et un service de télégrammes sont installés.
À la fin du XIXe siècle, on comptait huit moulins à eau, utilisés pour moudre le grain. On comptait alors 159 exploitations agricoles, dont 105 exploitées par des métayers
En 1923, Jean Lacroix, ayant reconverti en usine hydraulique, le moulin à eau Eihera, fournit un courant suffisant pour alimenter vingt-huit lampes. En 1930, la société hydro-électrique des Basses-Pyrénées remplace Eihera dans ses fonctions et quatre ans plus tard, toute la commune est desservie.
L’adduction d’eau potable, organisée par un syndicat local, date de 1926.
Une première voiture fait son apparition à Hélette en 1924, suivie par une seconde en 1927. Le premier tracteur date, quant à lui, de 1952.
Le recensement agricole de 1988 montre la conversion de l’agriculture heletare vers le pastoralisme. Entre 1892 et 1988, la superficie des prairies naturelles a été multipliée par cinq, le nombre de bovins et des ovins par trois et celui des porcins par six, au détriment des surfaces cultivées (froment et maïs). Cette tendance s’est accentuée durant la seconde moitié eu XXe siècle.

### Lachaux
À la fin du XIXe siècle, près de 1 000 quintaux annuels étaient utilisés à Hélette. Le calcaire provenait de la colline du Moine. L’activité de production de chaux s’est éteinte dans les années 50 (fours de Garra et d'Amezpila-Uhaldegaraïa).

### Lesable
Le sous-sol de l’est de la commune renferme une roche friable et granuleuse, dont certains gisements (Garra, Larria, Oyhamburia et Harretxia) produisirent un sable à granulométrie hétérogène, qu'il fallait tamiser et pulvériser. Là, encore, l’activité des sablières cessa dans les années 1950, à la suite de la généralisation du transport par route du sable de mer.

### Lekaolin
Une activité d’extraction vit le jour sur le flanc nord du mont Baïgura à partir de 1927. Elle dura jusqu’à la fin des années 70.

### De nos jours

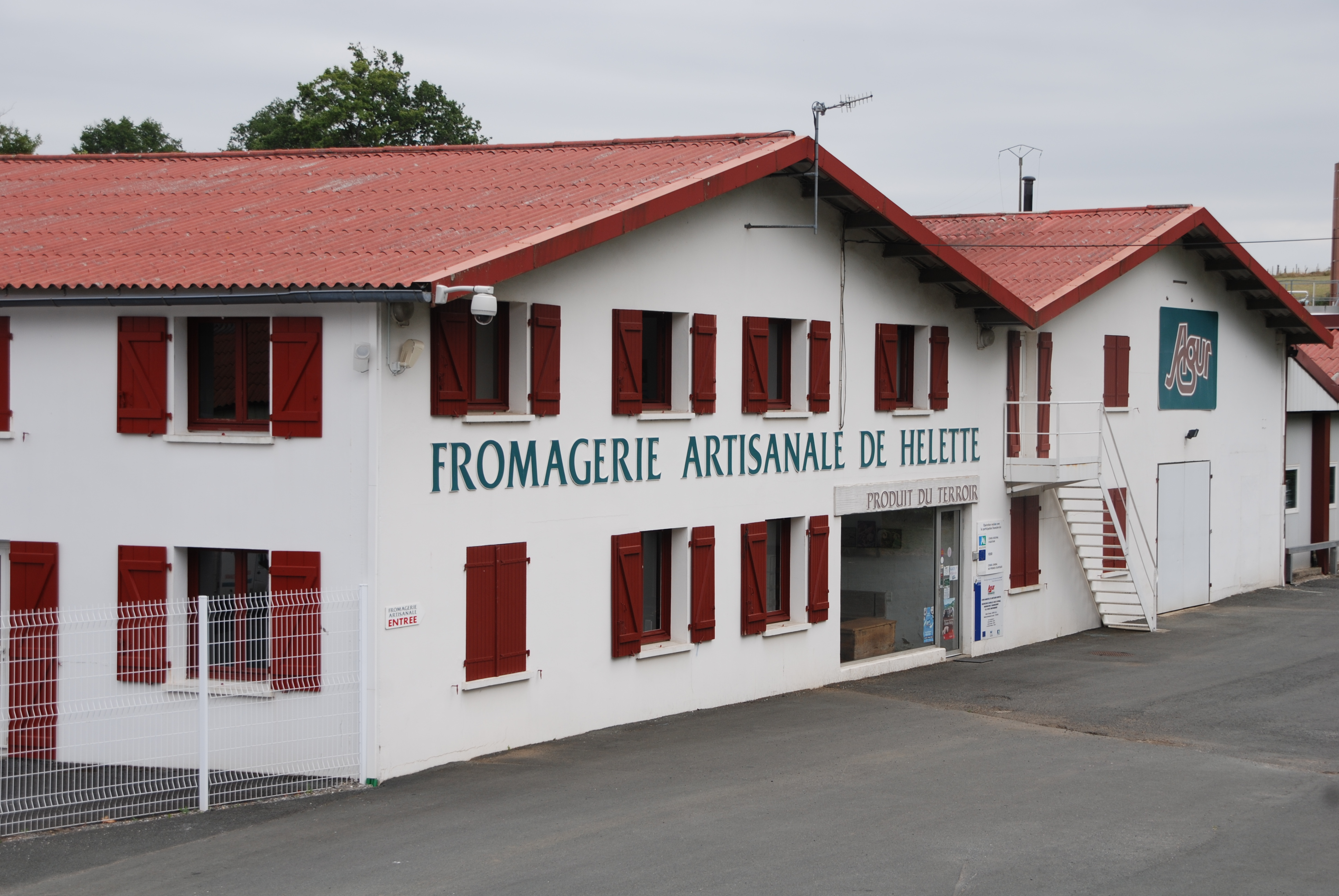
La fromagerie Agour Gasnategia à Hélette.

Une coopérative (SCOP Agian) produit des fromages de brebis et l’entreprise fromagère Agour Gasnategia est présente sur Hélette. La commune fait partie de la zone d'appellation de l'ossau-iraty.
Les éditions Jean Curutchet installées sur la commune, ont été liquidées par décision de justice en 2002.

## Culture locale et patrimoine

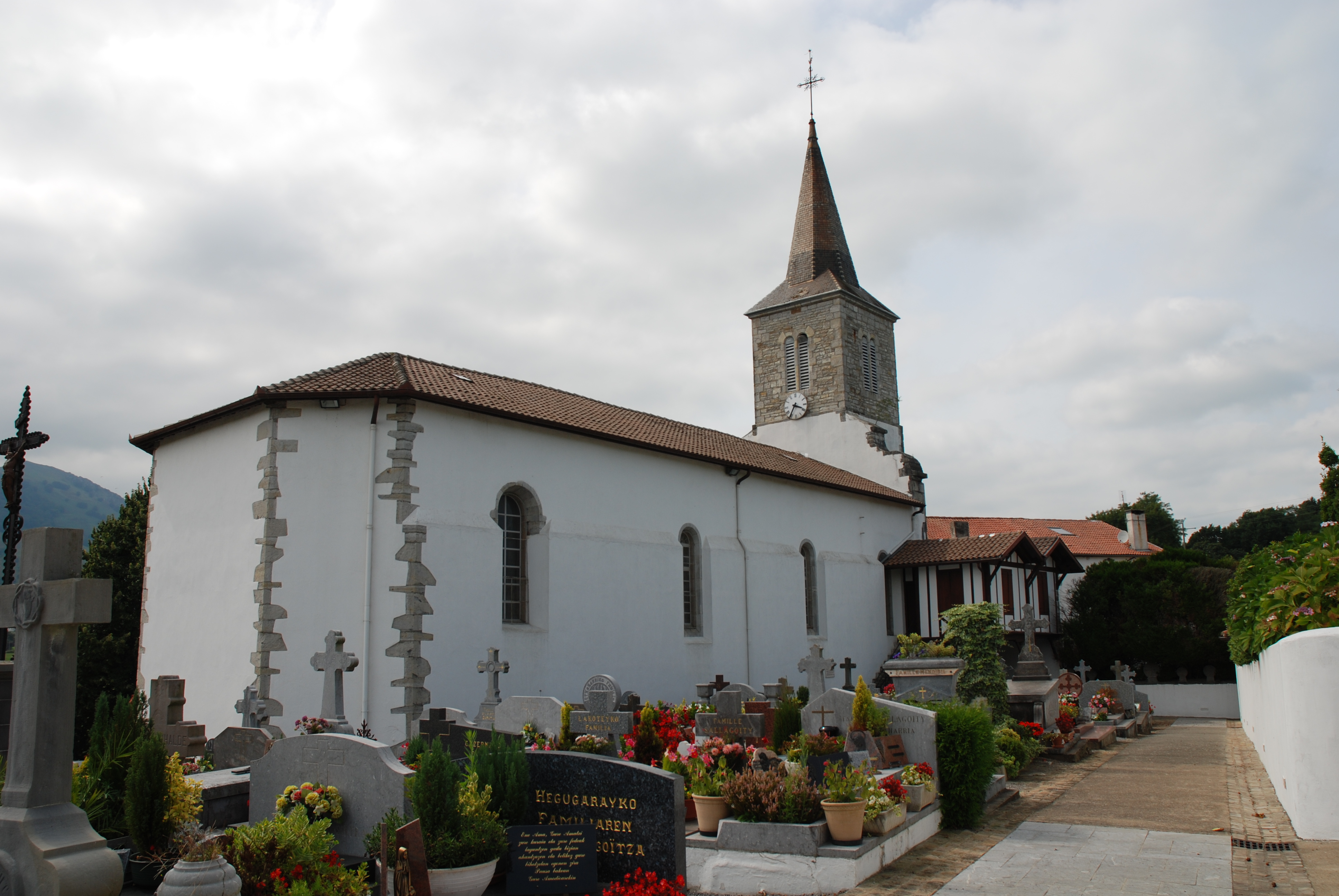
L'église Sainte-Marie.
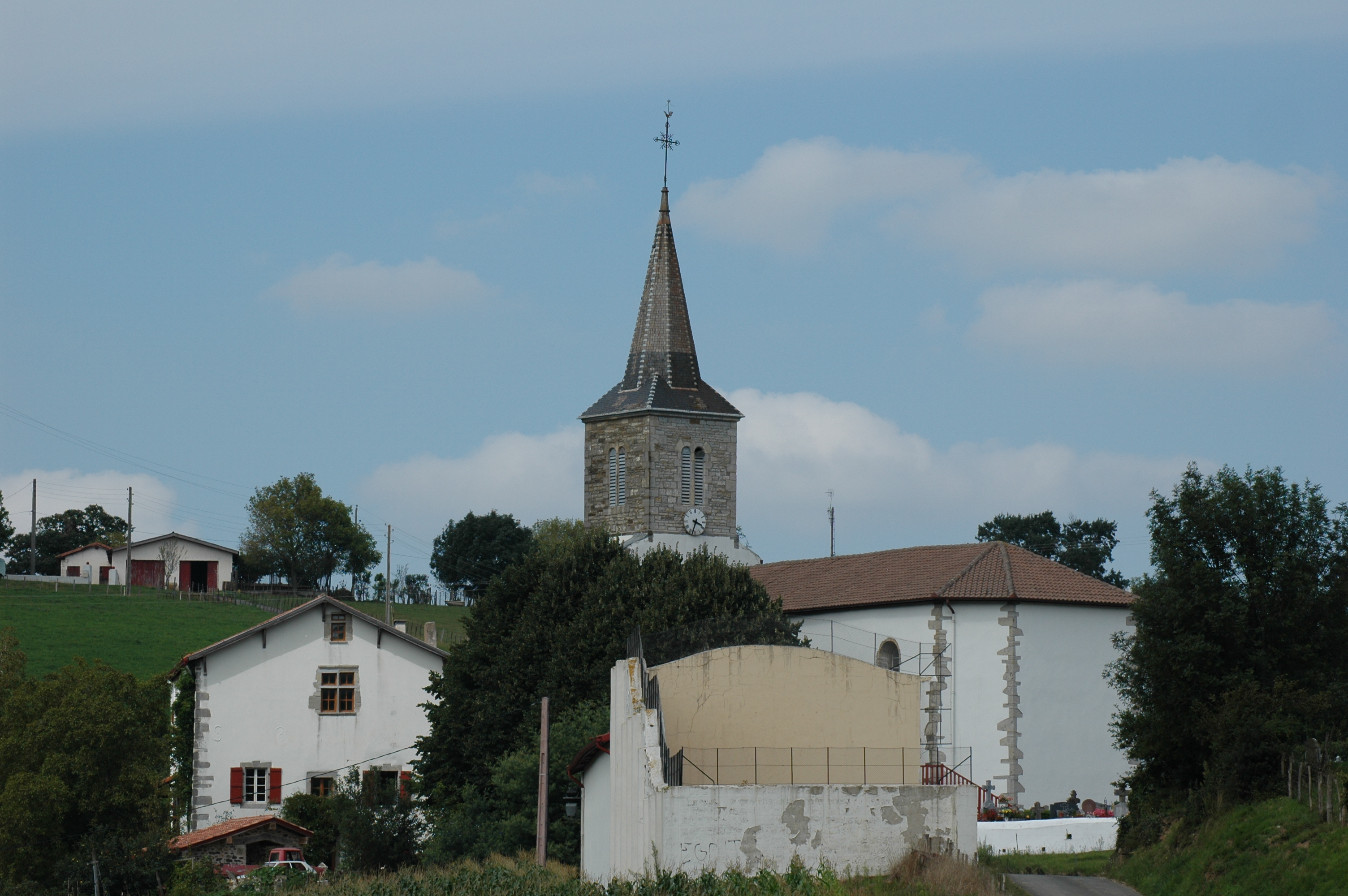
Petit fronton place libre adossé à l'église Sainte-Marie.
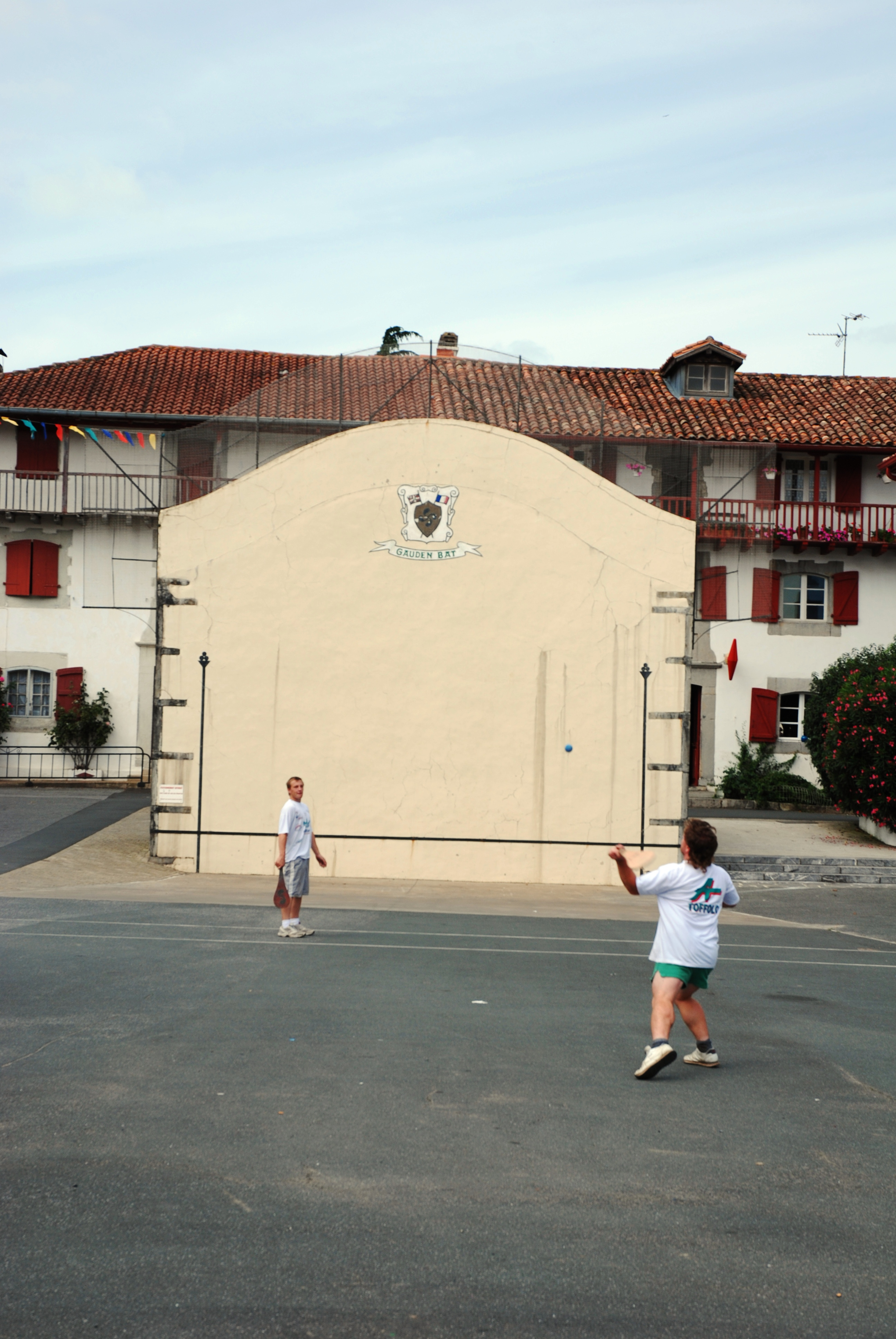
Partie de pelote au fronton place libre.
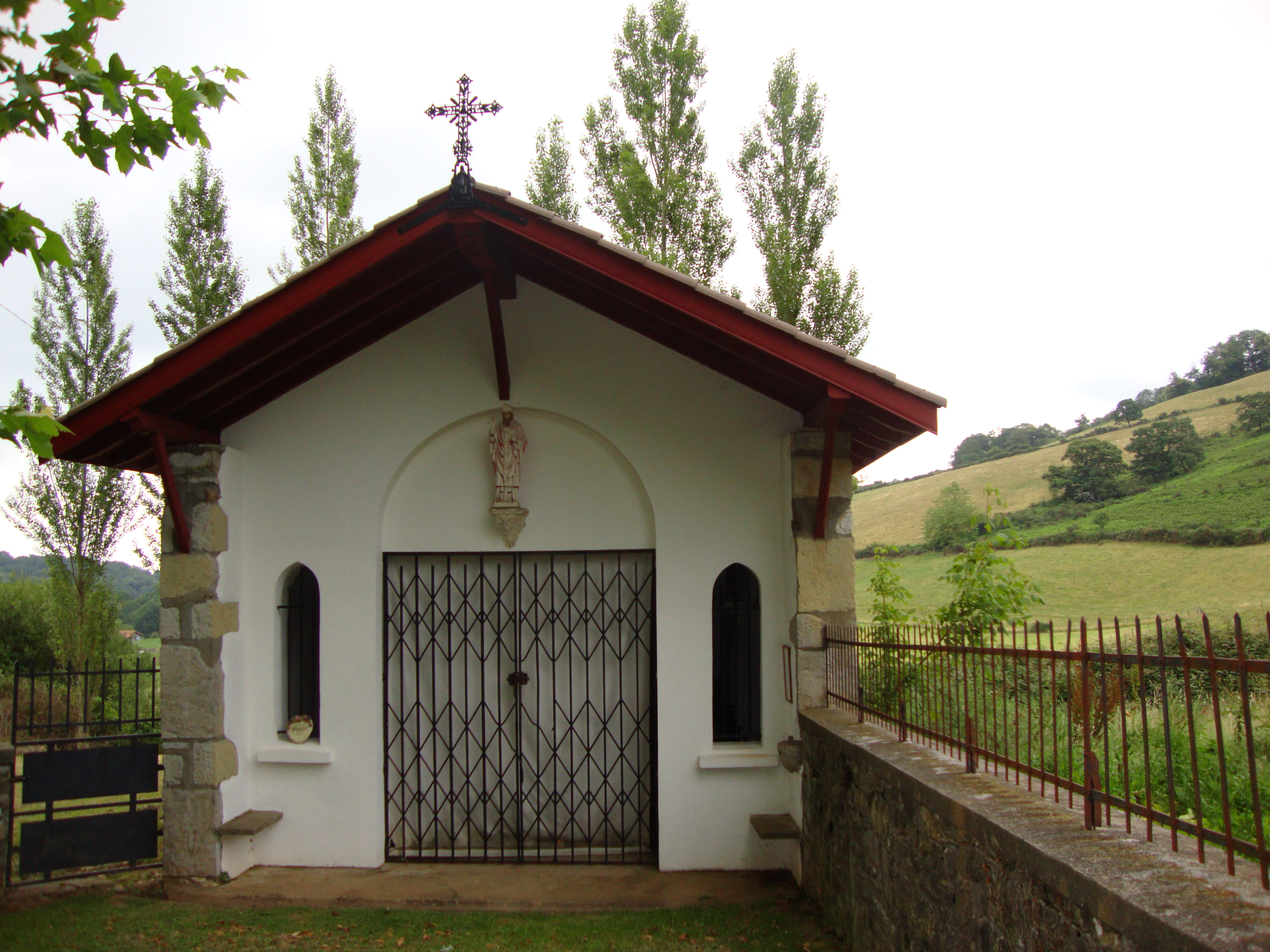
Chapelle Saint-Vincent.
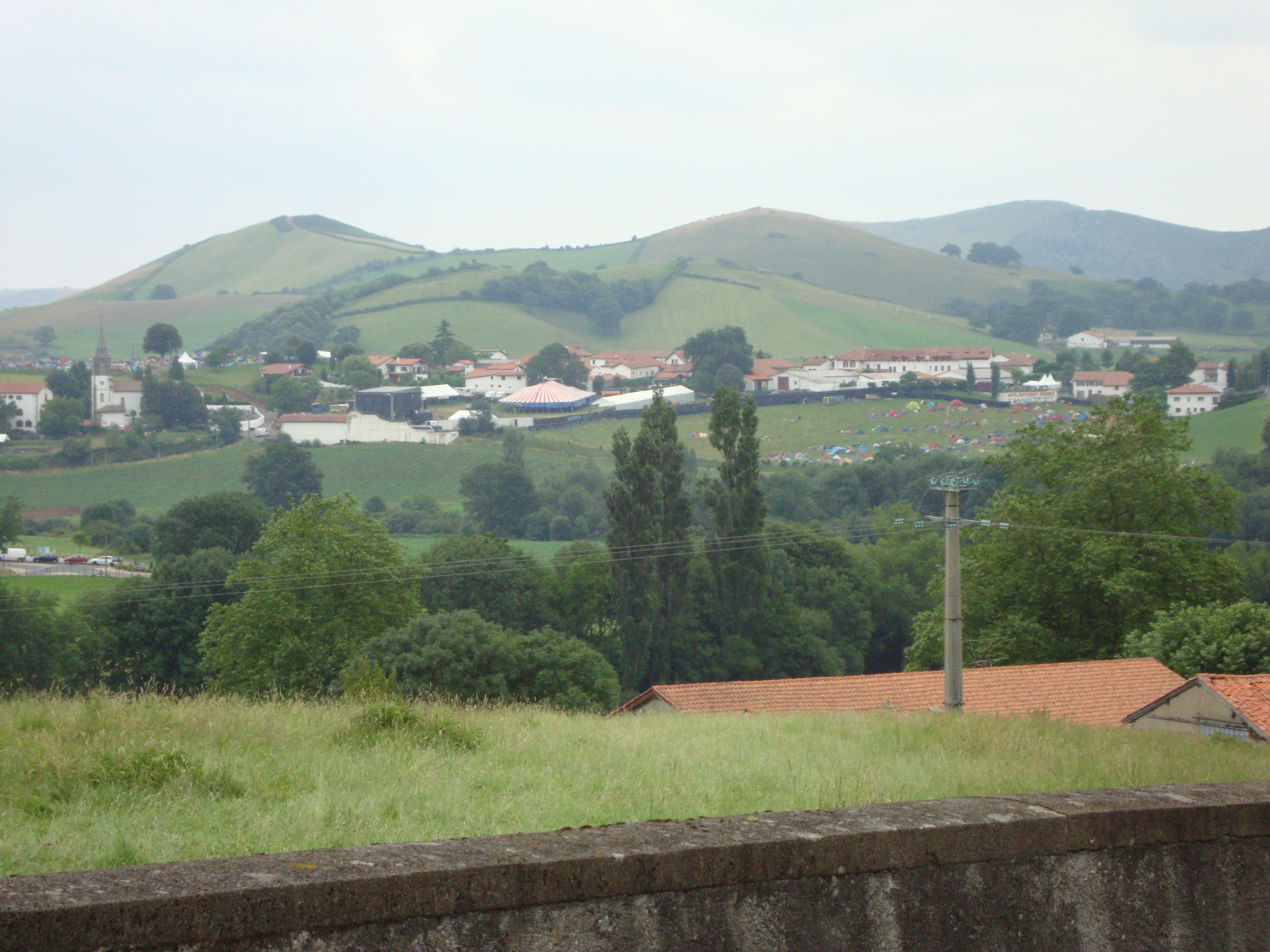
Vue sur Hélette à partir de la chapelle Saint-Vincent.

Philippe Veyrin relève le dicton local : Heletarrak, saindu mokhorrak (« gens de Hélette, saints renfrognés »).
C'est à Hélette que le groupe de rock français d'origine basque Sustraia a joué en public pour la première fois, le 31 décembre 1992.
Hélette accueille, depuis l'édition 2009, le festival Euskal Herria Zuzenean.
En 1983, l'Euskal Antzerki Taldeen Biltzarrea - EATB, Union des troupes de théâtre basque - crée un centre d'archives à la mairie d’Hélette. En 2007, les archives rejoignent les locaux de l'Institut culturel basque à Ustaritz.

### Patrimoine protohistorique
L'époque protohistorique a laissé comme trace :
- le harrespil d’Erregelu (865 m) ;
- le tumulus de Garralda (470 m) ;
- le  gaztelu zahar, place forte protohistorique, qui se dresse entre Hélette et Mendionde sur le Zihorri (267 m).

### Patrimoine civil
Les maisons de maître Bitirenea et Santa Maria datent du début du XVIIe siècle
Des maisons anciennes, principalement du XVIIIe siècle, sont répertoriées par les monuments historiques ;
|  |  |  |

### Patrimoine religieux
L'église Sainte-Marie de Hélette, comme celles de l'ancien diocèse de Bayonne, possède trois étages de galeries de bois (la construction de ces galeries fut décidée par l'évêque de Bayonne, afin accueillir plus de fidèles). Celles-ci datent de 1695. Traditionnellement, les hommes y prenaient place tandis que les femmes s'installaient en bas. Le chœur est richement décoré dans l'esprit baroque.
L’église est un bâtiment rectangulaire orienté nord-ouest/sud-est et est illuminée par huit grandes baies (quatre de chaque côté de la nef). Le clocher actuel fut érigé en 1885, remplaçant un clocher-mur. L'indication Domus mea Domus orationis 1695 (« Ma maison est une maison de prière ») placée sur le linteau de la porte d’entrée, indique la date de la première réfection.
La sacristie et l’ancienne école, à l’instar du nouveau clocher, sont accolées à l’église.
L'église recèle une statue de saint Jacques le Majeur, classée par le ministère de la Culture. La statue en bois doré représente saint Jacques portant les attributs du pèlerin : bourdon, calebasse et coquille Saint-Jacques.
La chapelle de Bixintxo (Saint-Vincent) date du XIIe siècle. Elle est située à deux kilomètres à l’ouest d’Hélette, en direction de Louhossoa. Bixintxo, diacre de Huesca fut martyrisé le 22 janvier 304 à Saragosse. Détruite à plusieurs reprises, la chapelle fut restaurée en profondeur en 1933 par l’abbé Athor, curé de la paroisse de 1928 à 1958. Une source, dite miraculeuse, coule à proximité, sur les pentes du Baïgura et faisait l’objet d'un pèlerinage les 1er septembre.
La commune est située sur la voie de la Nive, variante du chemin de Saint-Jacques-de-Compostelle suivie par les pèlerins qui, de Bayonne, recherchaient à regagner le Camino Navarrais avant sa traversée des Pyrénées, à Saint-Jean-Pied-de-Port.
À Hélette, à l'occasion de la Fête-Dieu, les jeunes gens, revêtus de tenues militaires du XIXe siècle, exécutent dans l'église une véritable parade, pour rappeler que la région ne s'estima jamais inféodée à Napoléon.
Le cimetière entoure l’église sur trois côtés et recèle des stèles discoïdales. En 1923, une quarantaine de stèles étaient visibles, dont une datant de 1600, la plupart du XVIIe siècle :
|  |  |  |

## Équipements

### Enseignement
La commune dispose de deux écoles primaires, l'une publique, l'autre privée (école Notre-Dame).

## Personnalités liées à la commune

### Maisons nobles ou infançonnes identifiées dès leXIVesiècle

#### La maison Santa-Maria

##### Blasonnement
« D’or à deux lions d’argent rampant, posés l’un derrière l’autre ». Ce blasonnement a été adopté partiellement par la suite par la commune d’Hélette.

##### Personnalités et faits remarquables
Le fait que Guiche Arnau de Santa-Maria était présent en 1390 au couronnement du roi Charles III de Navarre dans la cathédrale de Pampelune indique que la famille jouissait au XIVe siècle des privilèges de la noblesse.
La famille Aguerria Santa-Maria siégeait aux États de Navarre.
Deux membres de la famille furent nommés gouverneurs (corregidores) de Burgos.
Un Santa-Maria, impliqué dans la conspiration de Chalais, fut exécuté en 1626, sur ordre de Louis XIII. Son appartenance à la famille d’Hélette est, toutefois, sujette à caution.
En 1632, un Santa-Maria est resté célèbre pour avoir transporté sur son dos Henri II de Montmorency, blessé et fait prisonnier à la bataille de Castelnaudary. Son appartenance à la famille d’Hélette est, toutefois, également sujette à caution.
Jean de Santa-Maria est curé d’Hélette en 1792 lorsque la constitution civile du clergé est promulguée dans la commune. Réfractaire, il doit quitter la commune et s’exile à Elizondo, capitale de la vallée du Baztan. Ses biens sont saisis et vendus en enchère publique en 1793 et 1794.

#### La maison Aguerria
Blasonnement
« D’argent au loup passant de gueules, à la bordure dentelée d’azur ».
Personnalités et faits remarquables
- Les membres de la famille Aguerria, tout comme les Santa-Maria, siégeaient aux États de Navarre[1]. L’érection de la maison en baronnie date du XVIIe siècle.
- À la Révolution, la maison Aguerria fut mise en vente (1790)[1].

#### Les maisons Garra-Gaztellu et Garra
Les deux maisons, Garra-Gaztellu et Garra, sont difficilement dissociables. La première jouissait d’une place honorifique dans l’église d’Hélette, ainsi que d’une chapelle dans sa propriété, dont les restes sont encore aujourd’hui visibles.

##### Blasonnement
« D’argent au loup passant de sable, allumé et lampassé de gueules ».

##### Personnalités et faits remarquables
Le linteau de la maison Garra porte l’inscription « Pedro de Garra 1123 ».
Arnaud de Garra est notaire à Saint-Jean-Pied-de-Port en 1356, puis bayle d’Amikuze, Mixe et Ostibarre deux ans plus tard.
Juan Garra est écuyer et bayle de Labastide-Clairence en 1362.
Un descendant de Juan de Garra, installé au XVIe siècle à Úcar, devient évêque de Gazteiz.
Jacques (Santiago) de Garra de Salagoïty, est membre de l’Académie de marine au XVIIIe siècle. Après des études au séminaire de Larressore, il est successivement vicaire général de Dax, professeur au lycée Saint-Irénée de Lyon, puis à Toulouse, et enfin titulaire de la chaire d’hydrographie à l’école de marine de Bayonne à partir de 1776. Il créera cette même chaire à Montpellier et à Saint-Jean-de-Luz. Il est l'auteur d'un ouvrage intitulé Élemens de la science du Navigateur présenté en 1780 à l'Académie des sciences.
Fernando Eleta Almarán (1921-2011), descendant de Juan de Garra ci-dessus cité, est ministre des Finances et du Budget, puis en 1964, ministre des Affaires étrangères du Panama,.

### Personnalités

#### Nées auXIVesiècle
- Martin de Heleta, médecin à Avignon[1].

#### Nées auXVIIesiècle
- Pierre de Larraldea, ermite de la Madeleine d’Orisson (Sancta-Maria-Magdalena d'Arisson mentionnée en 1686 dans les collations du diocèse de Bayonne[52]), il en devient prieur le 6 mai 1686.

#### Nées auXVIIIesiècle
- Jacques de Salagoïty, cité ci-dessus.

#### Nées auXIXesiècle
- Michel Elizanburu, de la congrégation des Frères de Jean-Baptiste de La Salle, directeur du collège d’Hasparren et auteur des ouvrages Frantziako Hiru Errrepubliken Historia (« Histoire des trois Républiques de France »), Framazonak (« les Francs-maçons »), Lehenagoko Eskualdunak Zer Ziren (regard nostalgique sur une famille idéale du Pays basque), Joanes Batista Dohatsu aren bizia (vie de saint Jean-Baptiste) et Sakelako liburuxtza (livre de dévotion).
- Aguirre, professeur au collège d’Hasparren, auteur d’un manuel trilingue basque-espagnol-français.

#### Nées auXXesiècle
- Étienne Sallaberry, né en 1903 à Hélette dans la maison Garra et mort en 1981, chanoine et professeur de philosophie au séminaire d’Ustaritz, il est déporté durant la Seconde Guerre mondiale. C’est un européen convaincu, auteur de Ene sinestea (« Ma croyance »), d’une autobiographie et de Beñat adiskidea, agur ! (« Salut, l’ami Beñat »).
- Xipri Arbelbide-Mendiburu, né le 17 décembre 1934, désigné membre correspondant d'Euskaltzaindia, l'académie de la langue basque, le 24 juillet 1987, membre honoraire depuis le 30 mai 2014.
- Michel Etcheverry, né en 1948 à Hélette, ancien joueur professionnel de pelote basque, est un chanteur populaire basque français.